# Grânulos de Birbeck
Os grânulos de Birbeck são grânulos presentes no citoplasma das células de Langerhans em microscopia eletrônica. Eles apresentam estruturas em bastonete, com estriações transversais e terminações arredondadas, às vezes bulbosas ou dilatadas (aspecto de raquete de tênis). Constituem estruturas tubulares rígidas, de tamanhos variáveis, contendo, em seu interior, um material fracamente eletrodenso, exibindo extremidades geralmente rombas e estriações transversais bastante características. Tais estruturas estão aparentemente relacionadas ao processo de endocitose de partículas estranhas.